# Onciale 0134
- Papyrus
- Onciale
- Minuscules
- Lectionnaire

Le Codex 0134, portant le numéro de référence 0134 (Gregory-Aland), ε 84 (Soden), est un manuscrit du Nouveau Testament sur parchemin écrit en écriture grecque onciale.

## Description
Le codex se compose de 2 folios. Il est écrit en deux colonnes, de 26 lignes par colonne. Les dimensions du manuscrit sont 17 x 14 cm. Les experts datent ce manuscrit du VIIIe siècle,. Il contient des esprits et des accents.
C'est un manuscrit contenant le texte incomplet de l'Évangile selon Marc (3,15-32; 5,16-31). 
Le texte du codex représenté Texte byzantin. Kurt Aland le classe en Catégorie V. 
Lieu de conservation
Il est actuellement conservé à la bibliothèque Bodléienne (Sedl. sup. 2, ff. 177-178), à Oxford.